# Der verhexte Scheinwerfer
Der verhexte Scheinwerfer, ein Film aus dem Jahr 1934, zeigt Karl Valentin und Liesl Karlstadt bei der Reparatur eines Scheinwerfers.

## Handlung
In einem Theater führt gerade eine junge Tänzerin eine Pirouette vor, als der linke Scheinwerfer plötzlich versagt. Zwar verbleibt der rechte, der nützt ihr jedoch anscheinend nichts. Somit bleibt dem Direktor (O. E. Hasse) nichts anderes übrig, als die Vorstellung abzubrechen. Da ihn eine zu lange Unterbrechung teuer zu stehen kommen würde, holt er schnell zwei Fachleute her – einen Gesellen und einen Lehrling (Karl Valentin und Liesl Karlstadt). Er gibt ihnen den Auftrag, den Scheinwerfer in fünf Minuten zu reparieren. Zwar scheinen die beiden nicht die Hellsten zu sein, aber es sind die einzigen Leute im Theater, die sich mit Scheinwerfern auskennen.
Bei der Reparatur kommen sofort Probleme auf: Der Geselle bräuchte eigentlich besseres Werkzeug, aber der Lehrling kann keines holen, denn er hat versehentlich, nachdem er die Werkstatt zugesperrt hatte, auch den Schlüssel drin gelassen. Nun schickt der Geselle den Lehrling erst einmal zum Brotzeitholen. Kurz darauf erscheint dieser mit heißen Würsten, als auch gerade der Direktor wiederkommt. Schnell stopft sich der Geselle die Würste in die Hosentasche, diese sind jedoch so heiß, dass er sie gleich wegwirft und sie auf dem Schoß des Regisseurs landen, was das Publikum ziemlich amüsiert.
Der Geselle erklärt dem Direktor schnell die Lage und dieser bietet ihnen Werkzeug aus dem Theater an. Unterdessen stellen die Zuschauer dem Lehrling Fragen und dieser fängt an, Witze über den Gesellen zu reißen; allerdings nicht lange, denn dieser kommt kurz darauf wieder. Die beiden setzen die Reparatur fort – allerdings mit noch mehr Schwierigkeiten. Der Geselle ist sehr unvorsichtig und lässt versehentlich Werkzeuge und Bretter auf das Publikum fallen.
Kurz darauf stellt der Geselle immerhin fest, dass kein Strom „zuhause“ ist. Er befiehlt dem Lehrling, auszuprobieren, ob die Glühbirne brennt – dieser versucht, sie anzuzünden, was die Zuschauer erneut zum Lachen bringt. Gleichzeitig erwähnt er, auf die Aussage des Meisters, dass Glas nicht brenne, den abgebrannten Glaspalast.
Nun beschließt der Geselle, einen Draht zu befestigen. Dazu muss der Lehrling auf die Galerie hinaufsteigen. Der Geselle möchte ihm den Draht zuwerfen und steigt dazu auf einen Tisch, an dem Zuschauer sitzen, die gerade beim Kaffeetrinken sind. Diese beschweren sich lautstark; den Gesellen interessiert dies nicht. Der Vorgang muss mehrfach wiederholt werden, da der Geselle ständig vergisst, das Ende des Drahtes beim Herunterwerfen festzuhalten. Dann fällt dem Lehrling auch noch eine Schraube herunter, die im Mantel einer Frau landet, worauf der Geselle nicht davor zurückschreckt, diese wieder herauszuholen.
Schließlich können sie die Reparatur doch vollenden. Das Resultat ist allerdings nicht das gewünschte: Zwar brennt ein Scheinwerfer, jedoch der falsche.